# Ordinary Love
"Ordinary Love" é uma canção da banda irlandesa U2. Foi escrita com o propósito de homenagear Nelson Mandela, e está incluída no filme biográfico Mandela: Long Walk to Freedom (2013). A música foi lançada em uma versão limitada de vinil no Record Store Day, sendo lançada pela gravadora Interscope Records. "Ordinary Love" é o primeiro single da banda na década de 2010. A canção foi lançada em 29 de novembro de 2013, menos de uma semana antes da morte de Mandela.

## Escrita e gravação
Os membros da banda foram amigos de Nelson Mandela durante anos. Quando o produtor de cinema Harvey Weinstein convidou o grupo para gravar uma canção para a trilha sonora do filme, eles responderam com um rápido "sim", de acordo com Weinstein. Depois de ver partes das cenas do filme, a banda inspirou-se para escrever uma canção refletindo sobre a vida de Mandela. A canção foi mixada no Electric Lady Studios, em Nova York.

## Lançamento e divulgação
Foi revelado em 17 de outubro de 2013, que a banda tinha escrito uma canção especialmente para o filme, intitulada "Ordinary Love", depois de receber um convite do produtor de cinema Harvey Weinstein. Os assinantes de site oficial da banda foram capazes de ouvi-la pela primeira vez no mesmo dia. Foi relatado que a música deveria ter uma visualização completa no U2.com em 30 de outubro, entretanto, foi noticiado que a música seria lançado em formato em vinil de 10".
Em 21 de novembro de 2013, o grupo gravou um vídeo anunciado anteriormente para os assinantes do seu site oficial. O vídeo foi dirigido por Mac Premo e Oliver Jeffers. A canção ficou livre para ser baixada no site da banda para os assinantes em 30 de novembro. "Ordinary Love" foi lançada em 29 de novembro de 2013 como parte do Record Store Day para a semana "Back to Black Friday". Foi dado um lançamento limitado, com apenas 10 mil cópias em vinil de 10". Durante a gravação de No Line on the Horizon (2009), o U2 trabalhou em dois conjuntos de letras para a canção "Breathe". A primeira foi a versão de Mandela, e a segundo era "mais surreal e pessoal". Considerando que a segunda versão foi incluída em No Line on the Horizon, que decidiu incluir a primeira versão sobre Mandela no vinil como um B-side de "Ordinary Love", que deu direito de "Breathe (Mandela Version)", e uma versão remix de Paul Epworth. A capa do single apresenta uma pintura de Mandela, realizada pelo pintor irlandês Oliver Jeffers.
Em 17 de fevereiro de 2014, a banda apresentou-se no programa The Tonight Show Starring Jimmy Fallon como os primeiros convidados, para a estreia do programa no talk show com o novo apresentador, o ator Jimmy Fallon. Sendo os últimos convidados da estreia, com a presença do ator estadunidense Will Smith, o grupo tocou a versão acústica de "Ordinary Love" no estúdio do programa, sendo tocada também com o single "Invisible", entretanto, esta apresentada no terraço do edifício 30 Rockefeller Plaza.

## Recepção
| Críticas profissionais | Críticas profissionais |
| Avaliações da crítica  | Avaliações da crítica  |
| Fonte                  | Avaliação              |
| ---------------------- | ---------------------- |
| Entertainment Weekly   | (B-)                   |
| Rolling Stone          | [ 13 ]                 |

Weinstein disse que ele acredita que a banda tinha feito um "trabalho brilhante, honrando o homem". David Fricke, da revista Rolling Stone, disse: "...'Ordinary Love' é sobre as sementes de sonhos e o  U2 toca-o perfeitamente: da terra, ao olhar para o céu", na revisão de 4 estrelas. Nick Catucci, da Entertainment Weekly, afirmou que "a primeira música da banda em quatro anos, se considera adequadamente irreverente — e estranhamente desprovido de 'turbulência'. Long Walk?. Está mais para uma rápida soneca". Em março de 2014, o single vendeu 115 mil cópias nos Estados Unidos.

## Lista de faixas
1. "Ordinary Love" – 3:38
2. "Breathe" (Mandela Version) – 4:02
3. "Ordinary Love" (Extraordinary Mix) – 3:47

## Prêmios
"Ordinary Love" foi nomeado a cinco prêmios, ganhando o Prêmios Globo de Ouro de 2013 para "Melhor Canção Original", em 12 de janeiro de 2014, concorrendo com as canções: "Atlas", executada pela banda Coldplay; "Let It Go", executada pela cantora Idina Menzel; "Please Mr. Kennedy", executado por Justin Timberlake, Oscar Isaac e Adam Driver; e "Sweeter Than Fiction", executada por Taylor Swift.
A canção da banda, entretanto, recebeu quatro indicações. Dentre eles, o prêmio de Broadcast Film Critics Association. Foi nomeado no Prêmio Denver Film Critics Society de 2013, perdendo para a canção "Let It Go", de Idina Menzel. Concorreu novamente com as canções "Atlas", de Coldplay; "Please Mr. Kennedy", de Justin Timberlake, Oscar Isaac e Adam Driver; e "Young and Beautiful", de Lana Del Rey. No Prêmio Critics' Choice Movie de 2014, na categoria de "Melhor Canção", perdeu também para "Let It Go", disputando com as canções: "Atlas", de Coldplay; "Happy", de Pharrell Williams; "Please Mr. Kennedy", de Justin Timberlake, Oscar Isaac e Adam Driver; e "Young and Beautiful", de Lana Del Rey. Na categoria de "Melhor Canção Original" de 2014, a canção perdeu novamente para "Let It Go", concorrendo com as canções: "The Moon Song", composta por Karen O, sendo executada por vários artistas; e "Happy", de Pharrell Williams.
| Prêmios                             | Prêmios                | Prêmios   | Prêmios |
| Prêmio                              | Categoria              | Resultado |         |
| ----------------------------------- | ---------------------- | --------- | ------- |
| Prêmios Globo de Ouro de 2014       | Melhor Canção Original | Venceu    |         |
| Prêmio Critics' Choice de 2014      | Melhor Canção          | Indicado  |         |
| Oscar 2014                          | Melhor Canção Original | Indicado  |         |
| Denver Film Critics Society de 2013 | Melhor Canção Original | Indicado  |         |
| Broadcast Film Critics Association  | Melhor Canção Original | Indicado  |         |

## Paradas e posições
| País/Parada (2013–2014)                  | Melhor posição |
| ---------------------------------------- | -------------- |
| Alemanha (Media Control Charts)          | 39             |
| Austrália (ARIA Charts)                  | 88             |
| Áustria (Ö3 Austria Top 40)              | 29             |
| Bélgica (Ultratop 50 Flanders)           | 14             |
| Bélgica (Ultratop 40 Valônia)            | 10             |
| Brasil (Hot 100 Singles)                 | 62             |
| Canadá (Canadian Hot 100)                | 29             |
| Dinamarca (Hitlisten)                    | 23             |
| Espanha (PROMUSICAE)                     | 20             |
| Estados Unidos (Adult Alternative Songs) | 27             |
| Estados Unidos (Digital Songs)           | 34             |
| Estados Unidos (Hot 100)                 | 84             |
| Estados Unidos (Rock Digital Songs)      | 33             |
| Estados Unidos (Rock Songs)              | 36             |
| França (SNEP)                            | 21             |
| Hungria (Single Top 20)                  | 4              |
| Hungria (Radiós Top 40)                  | 17             |
| Irlanda (IRMA)                           | 13             |
| Itália (FIMI)                            | 1              |
| Países Baixos (Dutch Top 40)             | 7              |
| Países Baixos (MegaCharts)               | 6              |
| Luxemburgo (Digital Songs)               | 2              |
| Polónia (ZPAV)                           | 5              |
| Reino Unido (UK Singles Chart)           | 82             |
| Chéquia (IFPI Česká Republika)           | 90             |
| Suíça (Schweizer Hitparade)              | 11             |

| País/Parada (2014)                       | Melhor posição |
| ---------------------------------------- | -------------- |
| Estados Unidos (Adult Alternative Songs) | 49             |
| Estados Unidos (Hot Rock Songs)          | 91             |
| Suíça (Schweizer Hitparade)              | 68             |

## Pessoal
| U2 - Bono – vocal, piano - The Edge – guitarra, vocal de apoio, piano - Adam Clayton – baixo - Larry Mullen Jr. – bateria, percussão, vocal de apoio | Performance adicional - Danger Mouse – piano, sintetizarores adicionais - Angel Deradoorian – vocal de apoio adicional - Declan Gaffney – piano, sintetizarores adicionais - Barry Gorey – sintetizador, Wurlitzer Técnico - Produção – Danger Mouse |